# Аничков палац

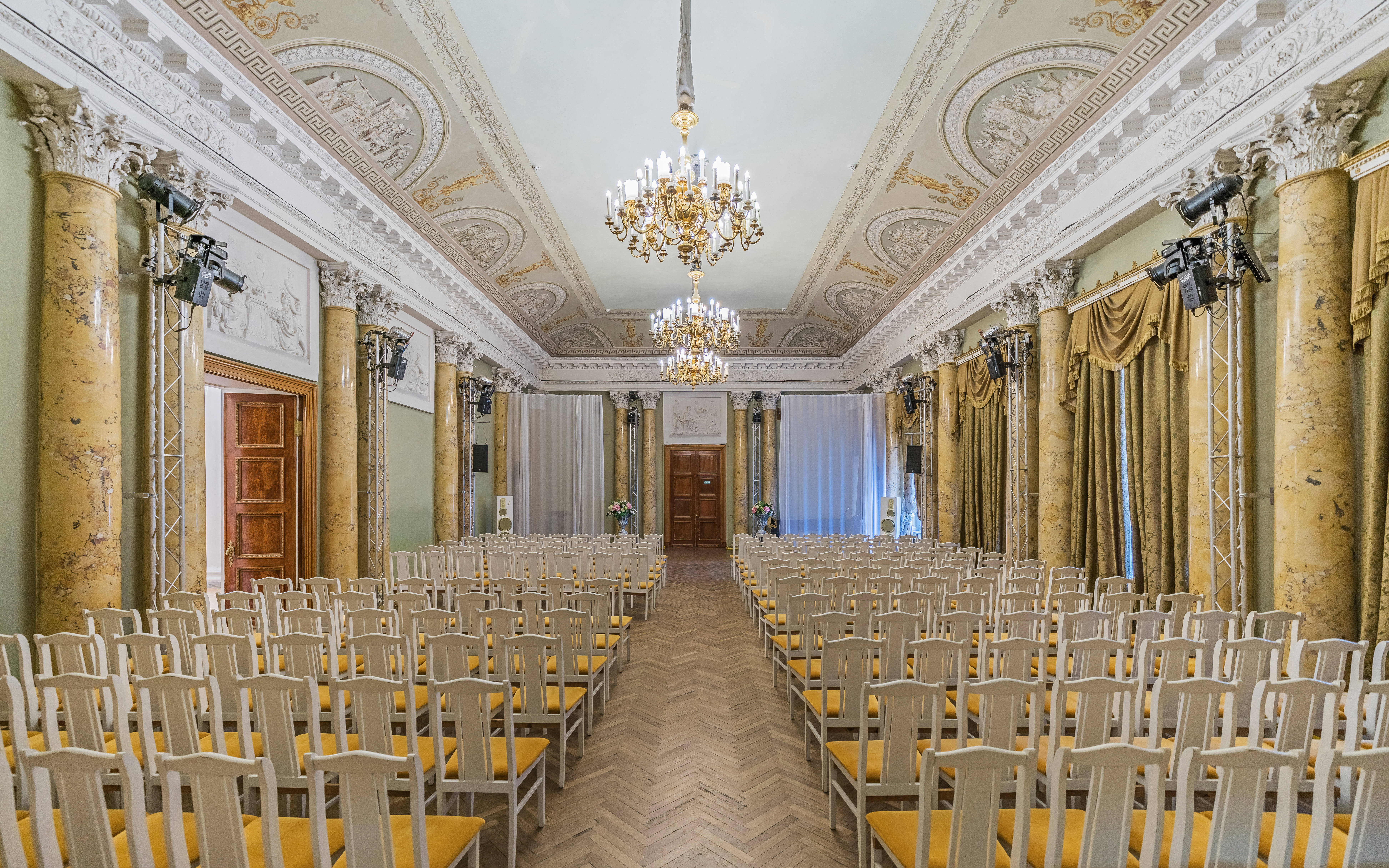
Інтер'єр

Ани́чков палац, Ані́чков палац (рос. Аничков дворец) — один з імператорських палаців Санкт-Петербурга, біля Аничкового мосту на набережній річки Фонтанки (Невський проспект, 39). Свою назву палац дістав від Ани́чкового мосту, у свою чергу, названого на честь підполковника Михайла Аничкова. Найстаріша споруда на Невському проспекті, хоча дойшла у перебудованому стані (остання перебудова за часів СРСР).

## Історія
Палац почали будувати 1741 року за указом імператриці Єлизавети, що тільки-но зійшла на престол в результаті чергового перевороту. Проект різноповерхової будівлі у вигляді розтягнутої букви «Н» був створений одним з перших архітекторів нової столиці Михайлом Земцовим. Завершував будівництво в стилі високого бароко вже Б. Растреллі.
У цей час Фонтанка була околицею міста, а Невский проспект був ще просікою. Таким чином, палац повинен був прикрасити в'їзд до столиці. Від Фонтанки до палацу був проритий спеціальний канал, що завершувався біля входу невеликою гаванню. Звідси і незвичайне положення палацу, що стоїть до Невского проспекту боком. Побудований палац, що нагадував з влаштованим поруч нього садом, фонтанами і квітниками Петергоф, Єлизавета подарувала своєму фаворитові Олексію Розумовському. Згодом палац неодноразово виступав подарунком, зазвичай, на весілля. Після сходження на престол Катерина II, викупивши його у брата Розумовського — Кирила, визнала доречним подарувати його своєму фаворитові, графові Григорію Потьомкіну. До подарунка було додано 100 тис. рублів на облаштування палацу «за смаком». У результаті палац був перероблений в 1776—1778 роках архітектором І. Є. Старовим в стилі класицизму, тому характерна для бароко різноповерховість будівлі була знищена, ліпнина зникла, гавань засипана. Після перебудови палац став строгішим, але і монотоннішим.
Наприкінці XVIII століття палац був відкуплений в казну, деякий час в ньому знаходився царський кабінет, для якого згодом на набережній Фонтанки перед палацом архітектором Дж. Кваренгі було побудовано окрему будівлю, яка закрила огляд палацу з Аничкового мосту. Олександр I подарував його своїй улюбленій сестрі великій княгині Катерині Павлівні як посаг на весілля з принцом Георгом Ольденбурзьким. У 1817 році в палац в'їхав Микола Павлович, майбутній Микола I. При ньому архітектор К. Россі перепланував деякі інтер'єри палацу, а також включив палац з прилеглим садом в ансамбль площі Олександринського театру (нині площа Островського). Після сходження на престол і переїзду в Зимовий палац, Микола переїздив сюди на час посту, тут же проводилися придворні бали. Коли в 1837 році Зимовий палац реконструювався після страшної пожежі, сім'я монархів переїхала в Аничков і мешкала в ньому деякий час. Після смерті імператора в 1855 році палац був перейменований на «Миколаївський», проте назва не прижилася. У палаці виховувався і син Миколи I Олександр, одним з його учителів був друг Пушкіна поет Василь Жуковський, який мав у палаці власну квартиру. Він же навчав російської мови імператрицю Олександру Федорівну. 23 листопада 1836 року на аудієнцію до імператора був запрошений Олександр Пушкін, від якого Микола зажадав утриматися від дуелі.
В 1841 Микола подарував палац, знову ж-таки на весілля, синові Олександру, майбутньому Олександру II, а той — через чверть століття також на весілля синові теж Олександру, майбутньому Олександру III. Побоюючись терористів, Олександр III вибрав палац як резиденцію. В цей час була побудована глуха стіна з боку площі.
Після революції тут недовго проіснував музей міста, в 1925 році він був закритий, і тільки 12 лютого 1937 року в палаці відкрився Ленінградський Палац піонерів, нині Палац творчості юних і Аничков ліцей. Під час Другої світової війни, 1 жовтня 1941 року в Палаці піонерів був відкритий хірургічний стаціонар. Він пропрацював усю першу блокадну зиму, прийнявши значну кількість поранених людей. Навесні 1942 року госпіталь був переведений з Палацу, і в травні Палац піонерів був знову відкритий для блокадних дітей.